# Чорна вдова (Наташа Романова)
Наташа Романофф (англ. Natasha Romanoff), також відома як Чорна вдова (англ. Black Widow) — персонажка коміксів американського видавництва Marvel Comics. Створена редактором Стеном Лі, письменником Доном Ріко і художником Доном Геком і дебютувала в Tales of Suspense # 52 у квітні 1964 року. У фільмах Кіновсесвіту Marvel її втілює американська акторка Скарлетт Йоганссон.

## Біографія
Наташа Романофф народилася в Сталінграді. Невідомі підпалили будинок, де вона жила з сім'єю. Мати кинула Наташу з вікна прямо в руки радянському солдату Івану Петровичу. Іван взяв дівчинку собі і дбав про неї. Наташа дуже добре вчилася в школі, була відмінною спортсменкою і незабаром стала балериною. 
Подорослішавши, вона закохалася в Олексія Шостакова (пілота-випробувача) і одружилася з ним, але незабаром чоловік гине під час випробувань експериментальної ракети. Наташа сильно горювала і хотіла, щоб люди пам'ятали її чоловіка. Вона вирішила вшанувати пам'ять Олексія і досягти його мети — стати оперативницею. 
Через деякий час вона приєднується до Академії Червоної Кімнати і стає однією з багатьох жінок, тренованих для оперативної роботи. Її навчає Зимовий Солдат. Наташа стає надзвичайно талановитою оперативницею; КДБ дає їй кличку «Чорна вдова» («Black Widow»). На ній випробовують сироватку Супер-Солдата (яка зробила Стіва Роджерса Капітаном Америкою), точніше версію, розроблену радянськими вченими. Завдяки їй Наташа може використовувати пікові можливості свого організму: силу, гнучкість, швидкість, спритність. Також сироватка дає ефект уповільнення старіння. Одним з перших завдань Наташі було проникнення в Stark Industries з напарником Борисом Тургеновим і ліквідація Антона Ванко (вченого-дисидента, який став працівником Stark Industries). Вона повинна була привертати увагу Тоні Старка, поки Борис влаштовував саботаж на фабриках Старка. Незабаром після смерті Бориса і їхнього ворога Антона Ванко Наташа ухвалила рішення залишитися в США і діяти як таємна агентка КДБ. Після цього вона була прийнята до секретної організації Щ. И. Т.

## Сили і здібності
Чорна вдова в чудовій фізичній формі — володіє навичками гімнастики, балету, акробатики; майстриня бойових мистецтв, серед яких карате, айкідо, бразильське джиу-джитсу, самбо, сават, різні стилі кунг-фу; професійно володіє холодною та вогнепальною зброєю та навичками шпигунства.
Часто користується обладнанням, винайденим ще радянськими вченими й інженерами та згодом покращеним і адаптованим техніками в Щ. И. Т. Зазвичай носить чорні браслети, в яких приховані гаки, гранули сльозогінного газу, електричні заряди, здатні оглушити противника напругою в 30 000 вольт, а також пояс з металевими дисками, на який поміщається вибухівка й інша зброя. Її костюм виконаний зі стретч-шкіри, на долонях і ступнях є присоски, що дозволяє їй підійматися стінами.
Фізичні характеристики Чорної Вдови були поліпшені за допомогою біотехнологій, що зробило її тіло стійким до старіння, хвороб, а розум — до психологічного впливу і читання думок, а також дало їй прискорене зцілення.

## Інші версії

### 1602
У графічному романі Marvel 1602 Ніла Ґеймана 2004 року Наташа — шпигунка і «найнебезпечніша жінка в Європі». У союзі з Метью Мердок вона повинна доставити Ніку Ф'юрі цінний вантаж. Наташа зраджує Метью через коханця — графа Отто Фон Дума. Пізніше приходить на допомогу Думу, пораненому блискавкою Тора. У продовженні роману Наташа — кохана графа і капітанка його літаючого корабля, а також шанувальниця творчості бранця. Однак, коли вона ставить під сумнів план Дума вирушити на край світу, він вбиває її.

### Ultimate
В Ultimate Наташа Романова належить до Алтімейтс. Вона дебютувала в Ultimate Marvel Team-Up № 14 (червень 2002 року) до історії, написаної Браяном Майклом Бендісом і Террі Мур, перш ніж стати однією з головних персонажів письменника Марка Міллара і Браяна Гітча в The Ultimate № 7 (вересень 2002), де вона зображена на обкладинці коміксу. Романова — колишня шпигунка і вбивця КДБ під кодовим ім'ям Чорна вдова, яка отримала це прізвисько, оскільки її чоловіки гинули в нещасних випадках, серед загиблих був і Олексій Шостаків. Була спочатку частиною Ultimate, таємницею операційної («Блек ОПС») команди, але з появою Чітаурі загроза була перенесена в публічний статус після публічно прийнятного фону була написана для неї.
Вона має генетичні або кібернетичні удосконалення, що робить її набагато кращою в бою, чим відрізняється від звичайної людини. Під час довгого роману з Тоні Старком вона незабаром приймає його пропозицію руки і серця, після цього отримує чорний костюм Залізної людини як подарунок на заручини, разом з комплектом Наніта для управління бронею.
Пізніше з'ясувалося, що Чорна вдова — зрадниця, відповідальна за розкриття особистості Галка, помилкові звинувачення Тора і Капітана Америки, смерть сім'ї Соколиного Ока. Після того, як вона вбила Едвіна Джарвіса, намагалася вимагати у Тоні його багатства. Однак Старк активував наніти в крові і мозку Наташі, паралізувавши її. Він розповів їй, що завантажив всі її знання до себе в мозок через наніти, а потім вирубив її, вдаривши по голові винною пляшкою. Після того, як Визволителі були переможені, Соколине Око вистежив Наташу в лікарні, в якій вона опинилася після того, як перерізала собі вени, щоб позбавиться від наніту. Наташа спробувала втекти, але Соколине Око намертво пришпилив її руки до стіни стрілами, а потім випустив стрілу їй межи очі, убивши її в помсту за її участь у вбивстві його сім'ї.
У Ultimates 3 # 1 в інтернеті і на телеканалах виявився запис сексу Наташі і Тоні. Під час нападу Братства Мутантів на особняк Старка після смерті Багряної відьми Містік використовувала зовнішність Наташі, щоб підібратися до Старка і вбити його, але була нейтралізована Осій. Після події Ультиматум з'явилася нова Чорна вдова, якою стала колишня дружина Ніка Ф'юрі, Моніка Чанг. Після вторгнення Ґалактуса новою Чорною Вдовою стала Джессіка Дрю, раніше відома як Жінка-Павук, яка є жіночим клоном Пітера Паркера.

## В інших медіа

### Кіновсесвіт Marvel
- Залізна людина 2

Наташа Романова — агентка Щ. И. Т., послана Ніком Ф'юрі доглядати за Тоні Старком і дати оцінку. Вона влаштовується на роботу в Stark Industries і виліковує Старка. Пізніше, показавши себе в якості агентка, Наташа повертає Джеймсу Роудсу контроль над його бронею. Залізна людина і Бойова Машина перемагають хлистів. Наташа каже Ф'юрі, що Старк не підходить для «Ініціативи Месники».
- Месники

Романова вербує Брюса Беннера в Месники. Після затримання Локі, який хотів опинитися на базі Щ. И. Т., Брюс перетворюється на Галка і втрачає контроль. Романова намагається заспокоїти його, а пізніше стикається з Соколиним оком під контролем Локі, але перемагає його, знявши контроль. Вона, Капітан Америка і Соколине око вирушають у Нью-Йорк, де почалося вторгнення Чітаурі. Там вони зустрічаються з Тором, Галком і Залізною людиною. Месники перемагають Локі і Чітаурі. Після цього Нік Ф'юрі розпускає Месників.
- Перший месник: Друга війна

Чорна вдова і Капітан Америка стають напарниками, працюючи на Щ. И. Т. Вони виконують безліч завдань з Броком Рамлоу і Джеком Роллінса. Коли Стіва звинувачують в зраді, Наташа тікає з ним. Це приводить їх до табору, де Стів тренувався за часів Другої світової війни. Там вони активують Арнима Зола, який розкриває їм, що «Гідра» в Щ. И. Т.і. Об'єднавшись з Семом Вілсоном, вони борються з Зимовим солдатом і виявляються схопленим Рамлоу. Їх рятує Марія Гілл і приводить їх до Ніка Ф'юрі, який вважався вбитим. Ф'юрі розкриває їм план знешкодження Геллікеріерів. Романова маскується під члена Світової Ради Безпеки, влаштовуючи засідку для Олександра Пірса, лідера «Гідри». Ф'юрі вбиває його. Наташа і Нік рятують Сокола. Після Щ. И. Т. визнають терористичною організацією, і Наташа змушена сховатися.
- Месники: Ера Альтрона

Месники знову збираються. Наташа хоче почати відносини з Брюсом. Тоні створює Альтрона, який об'єднується з Вандою Максимовою і П'єтро Максимовим. Ванда призводить Галка в лють, але Старк утихомирює його за допомогою «Галкбастера». Альтрон викрадає Наташу. Вона повідомляє Месникам своє місцерозташування, і вони прибувають. Романова збирається приборкати Галка, але Альтрон стріляє в них. Галк рятує Вдову, переносячи її на Геллікеріер. Віжн знищує Альтрона. Наташа і Стів починають тренувати Сокола, Багряну відьму, Віжна і Бойову машину. Коли Ванда загіпнотизувала Наташу, можна побачити її минуле, ще до того, як вона стала Чорною Вдовою.
- Перший месник: Протистояння

Наташа, Роджерс, Вілсон, Максимова вистежують Брока Рамлоу, але той підриває себе. Гинуть кілька жителів Ваканди і Месників пропонують підписати Заковіанську Угоду. Надлюди повинні зареєструватися і працювати на ООН. Наташа з цим згодна і виступає на боці Залізної людини. Вона приводить до команди Т'Чаллу, також відомого як Чорна пантера. У битві в Лейпцигу Наташа допомагає Стіву і Баки бігти й затримує Т'Чаллу. Після цього вона тікає.
- Тор: Раґнарок

Наташа з'являється на відеозаписі в Квінджеті. Цей запис бачить Галк і повертається до свого людського вигляду.
- Месники: Війна нескінченності

Наташа разом зі Стівом Роджерсом і Семом Вілсоном рятує Ванду Максимову і Віжна від Чорного Ордена. Потім вона бере участь в обороні Ваканди, борючись з армією Таноса.
- Месники: Завершення

Скарлетт Йоганссон повторила роль Чорної вдови у фінальному фільмі третьої фази Кіновсесвіту Marvel. Але померла, аби отримати камінь душі та врятувати планету.
- Чорна вдова

Після подій Перший месник: Протистояння, Наташа Романова опиняється одна і змушена протистояти своєму минулому.

## Критика та відгуки
У травні 2011 року Чорна вдова посіла 74 місце у списку «Сто найкращих персонажів коміксів усіх часів» за версією IGN.